# Báetán mac Cairill
Baétán mac Cairill (zm. 581 r.) – król Ulaidu (Ulsteru) z dynastii Dál Fiatach od 572 r. do swej śmierci, syn Cairella I Coscracha mac Muiredaig i brat Demmána mac Cairill, królów Ulaidu. Przypuszczalnie jeden z najpotężniejszych władców Irlandii VI wieku.
Báetán objął tron Ulaidu po śmierci swego brata Demmána mac Cairill. W ciągu swego krótkiego panowania zbudował znaczenie militarne swego kraju. Posiadał zakładników z Munsteru. Otrzymywał trybut z całej Irlandii oraz Szkocji, gdzie zajmował twierdzę Lethet. Źródła przypisują mu „oczyszczenie” wyspy Man, czyli zapewne przepędzenie rodu Conailli Muithemne. Wykorzystując uwagę Dalriady ekspansją na szkockie ziemie, zażądał od jej króla hołdu. Został on złożony w Rinn Seimne na półwyspie Islandmegee w hr. Antrim w 574 lub 575 r. Kroniki Ulsteru podały, że w 577 r. doszło do wyprawy Ulaidu na wyspę Man, zaś w 578 r. do ucieczki z tejże wyspy. Po śmierci Báetána mac Cairill władza nad Ulaidem przeszła na konkurencyjną dynastię Dál nAraidi, w osobie króla Áeda Duba („Czarnego”) mac Suibne.
Báetán poślubił Cumne Dub („Czarna”), córkę Furadrána, syna Bécca z Uí Tuirtre (plemię Aírgialla na zachód od jeziora Lough Neagh na terenie ob hr. Tyrone), z którym mógł mieć przymierze. Ta była później żoną jego bratanka, Fiachny mac Demmáin. Potomkowie Báetána nie utrzymali przy sobie królewskości, która przeszła na potomków jego brata, klanu Demmáin. Synowie jego zostali zabici przez Máel Dúina mac Fíachnai, syna Cumne Dub i Fiachny III w 605 r. Potomków miał tylko Cu Garbraidi (ok. 700 r.), syn Flanda, syna Fergala, syna Dairchella, syna Báetána mac Cairill.